# Те-Медоус (Флорида)
Те-Медоус (англ. The Meadows) — переписна місцевість (CDP) в США, в окрузі Сарасота штату Флорида. Населення — 5037 осіб (2020).

## Географія
Те-Медоус розташований за координатами 27°21′47″ пн. ш. 82°28′28″ зх. д. / 27.36306° пн. ш. 82.47444° зх. д. (27.362943, -82.474460).  За даними Бюро перепису населення США в 2010 році переписна місцевість мала площу 5,97 км², з яких 5,60 км² — суходіл та 0,37 км² — водойми.

## Демографія
Згідно з переписом 2010 року, у переписній місцевості мешкали 3994 особи в 2312 домогосподарствах у складі 1177 родин. Густота населення становила 670 осіб/км².  Було 3359 помешкань (563/км²).
Расовий склад населення:
| - 95,7 % — білих - 2,2 % — чорних або афроамериканців - 0,8 % — азіатів - 0,1 % — корінних американців |

До двох чи більше рас належало 0,6 %. Частка іспаномовних становила 3,2 % від усіх жителів.
За віковим діапазоном населення розподілялося таким чином: 4,2 % — особи молодші 18 років, 32,7 % — особи у віці 18—64 років, 63,1 % — особи у віці 65 років та старші. Медіана віку мешканця становила 70,4 року. На 100 осіб жіночої статі у переписній місцевості припадало 78,1 чоловіків;  на 100 жінок у віці від 18 років та старших — 76,7 чоловіків також старших 18 років.
Середній дохід на одне домашнє господарство  становив 96 321 долар США (медіана — 54 470), а середній дохід на одну сім'ю — 113 786 доларів (медіана — 69 174). За межею бідності перебувало 2,7 % осіб, у тому числі 0,0 % дітей у віці до 18 років та 1,4 % осіб у віці 65 років та старших.
Цивільне працевлаштоване населення становило 1239 осіб. Основні галузі зайнятості: освіта, охорона здоров'я та соціальна допомога — 23,8 %, фінанси, страхування та нерухомість — 17,2 %, роздрібна торгівля — 16,5 %.